# Finala Campionatului Mondial de Fotbal 2022
Finala Campionatului Mondial de Fotbal 2022 a fost un meci de fotbal care a stabilit câștigătoarea ediției Cupei Mondiale FIFA din 2022. Aceasta a fost a 22-a finală a Cupei Mondiale FIFA. Meciul a avuta loc pe Lusail Stadium din Lusail, Qatar, pe 18 decembrie 2022, Ziua Națională a Qatarului, și a adus față în față echipele Argentinei și Franței, campioana ediției precedente.
Cu un record de 1,5 miliarde de telespectatori, finala a devenit unul dintre cele mai urmărite evenimente sportive din istorie.

## Traseul spre finală

### Argentina
Repartizată în Grupa C, Argentina a fost învinsă în meciul de deschidere cu 2–1 de Arabia Saudită, apoi a trecut de Mexic cu 2-0 și de Polonia cu același scor. În optimile de finală, argentinienii au înfruntat Australia de care au trecut cu 2–1. Ei se confruntă cu Olanda în sferturile de finală, meci decis la loviturile de partajare. Emiliano Martínez a salvat primele două penalty-uri olandeze de la Virgil van Dijk și Steven Berghuis, în timp ce numai Enzo Fernández a ratat pentru Argentina, iar Lautaro Martínez a marcat ultima lovitură trimițând echipa sud-americană în semifinale. Aici, Argentina a învins Croația cu 3-0 și ajungea în finală pentru a doua oară în opt ani.

### Franța
Franța, câștigătoarea ediției precedente, în Rusia, a fost repartizată în Grupa D. Prima întâlnire a fost împotriva Australiei. Francezii au câștigat cu 4–1, apoi au trecut cu 2–1 de Danemarca devenind prima echipă care se califica în faza eliminatorie a Cupei Mondiale din Qatar. În ultimul meci din grupă, având asigurată calificarea, Franța a schimbat cea mai mare parte a echipei lor, odihnindu-și jucătorii cheie pentru faza eliminatorie, și în consecință, Franța a pierdut cu 1-0 în fața Tunisiei, dar a câștigat grupa.
În optimile de finală, Franța a trecut de Polonia, cu 3–1. Sferturile de finală au adus un duel între Franța și vechea rivală Anglia într-un meci tensionat, Franța învingând Anglia cu 2–1. Pentru un loc în finală, Franța s-a confruntat cu marea surpriză a turneului, Maroc, care eliminase anterior Spania și Portugalia; francezii au câștigat cu 2-0 și au ajuns în a doua finală consecutivă a Cupei Mondiale, pentru prima dată în istoria lor.

## Finala
Finala a avut loc în fața a 88.966 de spectatori și a fost arbitrată de Szymon Marciniak.
Argentina a deschis scorul printr-un penalti al lui Lionel Messi în minutul 23, înainte ca Ángel Di María să mărească avantajul în minutul 36, printr-un șut în colțul porții după un contraatac argentinian. Franța nu a reușit să înregistreze un șut pe poartă pentru marea majoritate a meciului, până când o dublă în doar 97 de secunde a lui Kylian Mbappé să egaleze scorul, 2–2 în minutul 81. În timpul prelungirilor, Messi a marcat din nou pentru a oferi Argentinei un avantaj de 3–2. Cu toate acestea, Mbappé a marcat un al doilea penalty pentru a egala 3–3 cu doar câteva minute rămase, devenind al doilea om care a marcat un hat-trick într-o finală a Cupei Mondiale după Geoff Hurst în 1966. Argentina a câștigat apoi loviturile de departajare care au urmat cu 4–2 pentru a obține a treia ei Cupă Mondială și prima din 1986.
Argentina a devenit a doua echipă după Spania în 2010 care a câștigat Cupa Mondială, după ce a pierdut primul meci. Franța a devenit prima echipă care a marcat trei goluri într-o finală a Cupei Mondiale și a pierdut. Messi a fost numit omul meciului și a câștigat Balonul de Aur ca cel mai bun jucător al turneului. Meciul a fost clasat de experți și fani deopotrivă drept una dintre cele mai mari finale ale Cupei Mondiale și unul dintre cele mai frumoase meciuri din istoria sportului.

## Detalii
| Argentina                               | 3–3 (d.p.) | Franța                                     |
| --------------------------------------- | ---------- | ------------------------------------------ |
| - Messi 23' (pen.), 108' - Di María 36' | Raport     | - Mbappé 80' (pen.), 81', 118' (pen.)      |
| - Messi - Dybala - Paredes - Montiel    | 4–2        | - Mbappé - Coman - Tchouaméni - Kolo Muani |

| Argentina | France |

| P              | 23 | Emiliano Martínez   | 120+5' (pso) |        |
| FD             | 26 | Nahuel Molina       |              | 91'    |
| FC             | 13 | Cristian Romero     |              |        |
| FC             | 19 | Nicolás Otamendi    |              |        |
| FS             | 3  | Nicolás Tagliafico  |              | 120+1' |
| MC             | 20 | Alexis Mac Allister |              | 116'   |
| MD             | 24 | Enzo Fernández      | 45+7'        |        |
| MC             | 7  | Rodrigo De Paul     |              | 102'   |
| ED             | 10 | Lionel Messi (c)    |              |        |
| A              | 9  | Julián Álvarez      |              | 102'   |
| ES             | 11 | Ángel Di María      |              | 64'    |
| Substitutions: |    |                     |              |        |
| M              | 8  | Marcos Acuña        | 90+8'        | 64'    |
| F              | 4  | Gonzalo Montiel     | 116'         | 91'    |
| M              | 5  | Leandro Paredes     | 114'         | 102'   |
| A              | 22 | Lautaro Martínez    |              | 102'   |
| F              | 6  | Germán Pezzella     |              | 116'   |
| A              | 21 | Paulo Dybala        |              | 120+1' |
| Selecționer:   |    |                     |              |        |
| Lionel Scaloni |    |                     |              |        |

| P                | 1  | Hugo Lloris (c)     |       |        |
| FD               | 5  | Jules Koundé        |       | 120+1' |
| FC               | 4  | Raphaël Varane      |       | 113'   |
| FC               | 18 | Dayot Upamecano     |       |        |
| FS               | 22 | Théo Hernandez      |       | 71'    |
| MC               | 8  | Aurélien Tchouaméni |       |        |
| MC               | 14 | Adrien Rabiot       | 55'   | 96'    |
| ED               | 11 | Ousmane Dembélé     |       | 41'    |
| MO               | 7  | Antoine Griezmann   |       | 71'    |
| ES               | 10 | Kylian Mbappé       |       |        |
| A                | 9  | Olivier Giroud      | 90+5' | 41'    |
| Substitutions:   |    |                     |       |        |
| A                | 12 | Randal Kolo Muani   |       | 41'    |
| A                | 26 | Marcus Thuram       | 87'   | 41'    |
| A                | 20 | Kingsley Coman      |       | 71'    |
| M                | 25 | Eduardo Camavinga   |       | 71'    |
| M                | 13 | Youssouf Fofana     |       | 96'    |
| F                | 24 | Ibrahima Konaté     |       | 113'   |
| F                | 3  | Axel Disasi         |       | 120+1' |
| Selecționer:     |    |                     |       |        |
| Didier Deschamps |    |                     |       |        |

| Jucătorul meciului: Lionel Messi (Argentina) Arbitri asistenți: Paweł Sokolnicki (Polonia) Tomasz Listkiewicz (Polonia) Al patrulea arbitru: Ismail Elfath (Statele Unite) Arbitru asistent de rezervă: Kathryn Nesbitt (Statele Unite) Video assistant referee: Tomasz Kwiatkowski (Polonia) | Reguli - 90 minute - 30 minute de extra time dacă e nevoie - Lovituri de departajare dacă scorul rămâne egal - Maximum 15 jucători pe banca de rezervă - Maximum cinci înlocuiri, a șasea fiind permisă în extra time - Maximum o schimbare pentru lovituri la cap. |